# Hauptstraße (Linz)
Die Hauptstraße ist eine Straße in der oberösterreichischen Landeshauptstadt Linz. Sie verläuft von der Nibelungenbrücke im Stadtteil Urfahr bis zur Freistädter Straße und ist die zentrale Geschäftsstraße Urfahrs.

## Geschichte
Bis 1875 hieß die Straße Urfahrgasse. Sie wurde bereits 1586 erwähnt.

## Lage und Charakteristik
Die rund 600 Meter lange Straße verläuft in nordnordwestlicher Richtung von der Nibelungenbrücke bis zur Freistädter Straße. Im Bereich zwischen Hinsenkampplatz und Biegung (das ist die Kreuzung mit der Kaarstraße) ist die Hauptstraße eine Einbahnstraße stadtauswärts. Die Straße wird von der Nibelungenbrücke bis zur Biegung von den Straßenbahnlinien 1, 2, 3, 4 und der Pöstlingbergbahn befahren, zwischen Hinsenkampplatz und Freistädterstraße zudem von den Buslinien 33, 38 und 102, wobei zwei Straßenbahn- bzw. drei Bushaltestellen entlang der Hauptstraße bestehen (Rudolfstraße, Biegung bzw. Knabenseminarstraße, letztere ist lediglich eine Bushaltestelle).

### Ars Electronica Center

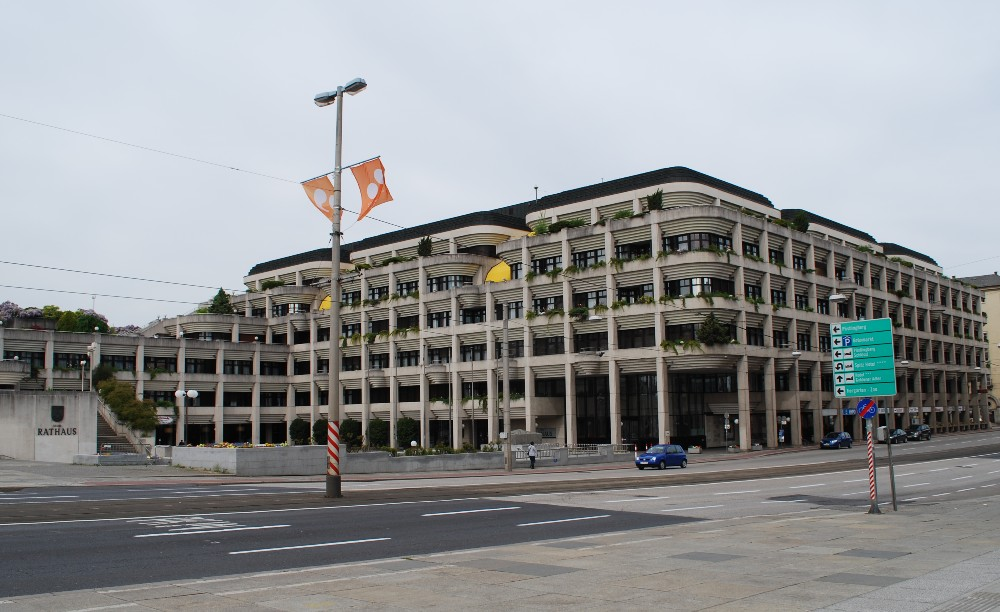
Neues Rathaus

## Gebäude

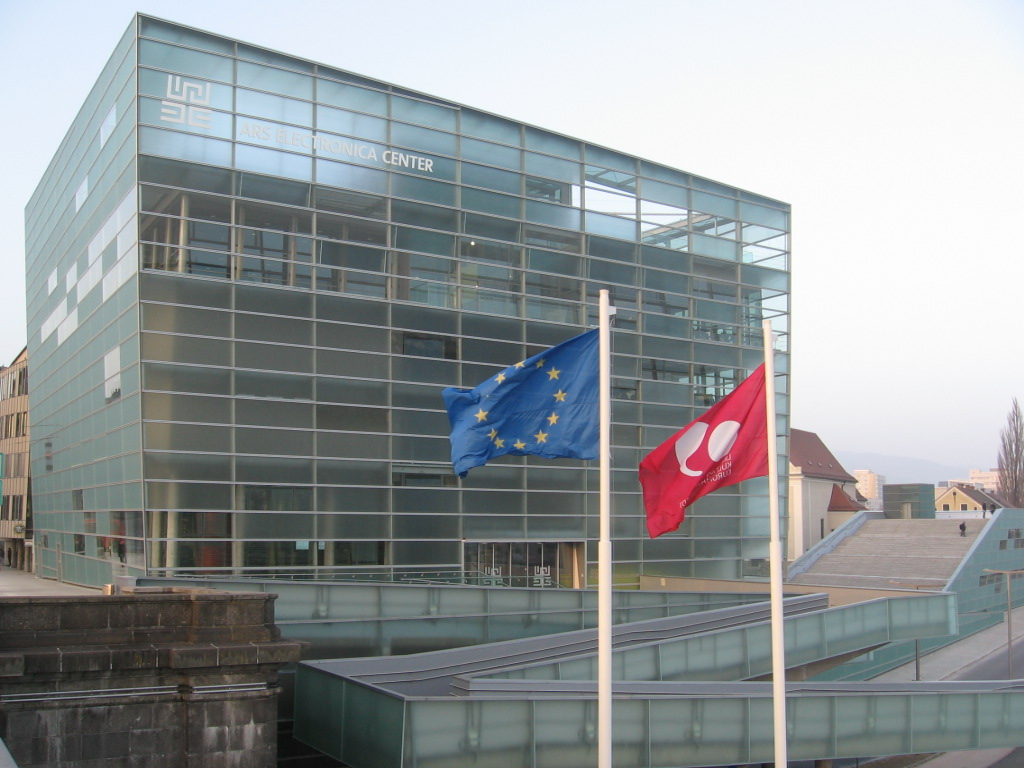
Ars Electronica Center

### Nr. 1–5 Neues Rathaus
Erbaut 1980 bis 1985 von Rupert Falkner.

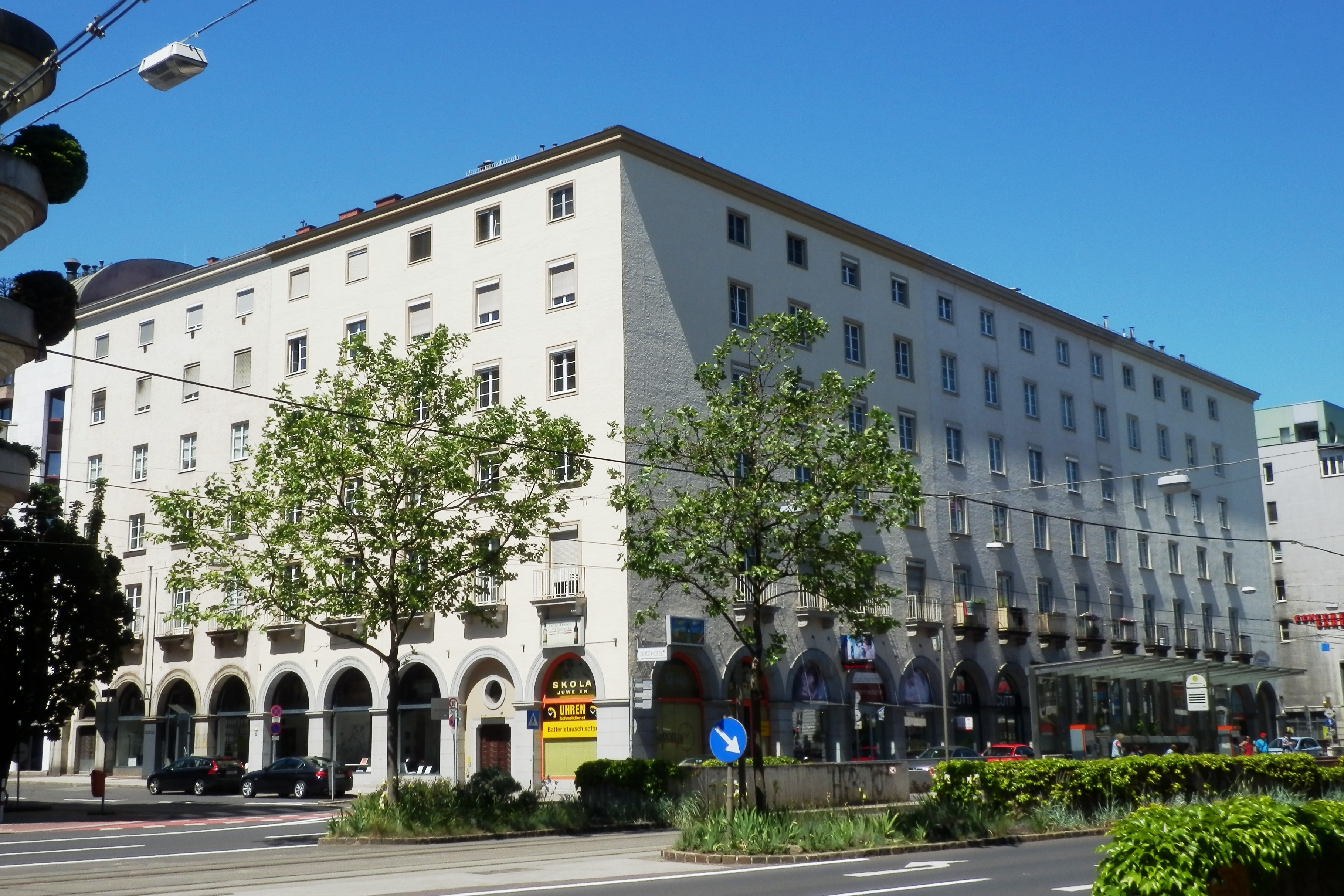
Monumentalbau Ecke Fiedlerstraße

### Nr. 7–11 Monumentales Wohn- und Ladenhaus
Der Bau wurde in der NS-Zeit 1939 von Armin Sturmberger errichtet. Der wuchtige fünfstöckige Bau sollte zur Urfahraner Brückenkopfverbauung überleiten. In der Gestaltung der graniternen Wandpfeilerarkaden und barockisierendem Mittelportal dringt das Roderich Ficksche Stilkonzept durch.

### Nr. 12 Café Landgraf
Es ist ein von Raimund Jeblinger 1898 erbautes späthistoristisches Wohn- und Geschäftsgebäude mit überlebensgroßer Herz-Jesu-Figur aus Stein von Max Oberhuber aus 1897 an der Fassade.

### Nr. 37 Wohn- und Geschäftshaus
Der romantisch-sezessionistische dreigeschoßige Erkerbau wurde 1911 bis 1913 von Baumeister Ignaz Derndorfer errichtet.

### Nr. 38 Eckhaus
Das Eckhaus zur Reindlstraße ist eines der letzten alten Bürgerhäuser, ein zweistöckiges Wohn- und Geschäftshaus.

### Nr. 54 Lentia City
Modernes Einkaufszentrum des PlusCity-Eigentümers Ernst Kirchmayr.

### Nr. 59 Vorstadt-Eckhaus
Ein einfaches Vorstadthaus aus der Mitte des 19. Jahrhunderts an der Ecke Jägerstraße.